# Matejkova
A Matejkova (más néven Matekova, ukránul: Матекова, Matekova) patak Kárpátalján, a Latorca jobb oldali mellékvize. Hossza 15 km, vízgyűjtő területe 45,1 km². Esése 34 m/km.
A Kéklő-hegységben (Szinyák), Kékesfüredtől északra ered. Szentmiklós mellett ömlik a Latorcába.

## Települések a folyó mentén
- Kékesfüred (Синяк)
- Szentmiklós (Чинадійово)